# We Need a Resolution
"We Need a Resolution" é uma canção da cantora norte-americana Aaliyah, com participação do rapper e produtor norte-americano Timbaland, presente em seu terceiro e último álbum de estúdio homônimo (2001). Escrita por Static Major e Timbaland, com este último produzindo, foi lançada como primeiro single do álbum. Musicalmente, é uma canção de R&B alternativo, hip-hop e electrofunk com influências do Oriente Médio. Liricamente, "We Need a Resolution" fala sobre um relacionamento passivo-agressivo que atingiu um ponto difícil em que a narradora pede soluções enquanto seu parceiro desmerece seus sentimentos.
Após seu lançamento, a canção recebeu avaliações geralmente positivas de grande parte dos críticos musicais, que elogiaram os vocais de Aaliyah, o conteúdo lírico e sua produção. Um sucesso comercial moderado, atingiu a 59ª posição da Billboard Hot 100. Internacionalmente, alcançou o top 40 na Bélgica, Canadá, Países Baixos e Reino Unido.
O videoclipe de "We Need a Resolution" foi dirigido por Paul Hunter. Seu enredo inicial envolve fornecer aos espectadores uma "espiada exclusiva" na vida de Aaliyah. O tema subjacente do vídeo também utiliza cobras. Certas cenas a mostram deitada em um poço de cobras com pítons rastejando sobre seu corpo. Ao longo dos anos, o clipe recebeu elogios por seu tom sombrio, com nuitos críticos notando como Aaliyah abraçou sua feminilidade.

## Antecedentes
Durante o processo de gravação de seu terceiro álbum, Aaliyah também estava filmando seu segundo filme, A Rainha dos Condenados, na Austrália. Devido a sua agenda agitada na época, Aaliyah decidiu gravar seu álbum simultaneamente durante as filmagens. Para que fosse possível gravar um álbum durante as filmagens de um filme, a equipe de produtores de Aaliyah viajou para a Austrália com ela. A maioria dos produtores que participaram do álbum foram para a Austrália, com exceção de Timbaland. Devido a problemas imprevistos na época com a Blackground Records, não se esperava que Timbaland aparecesse no álbum de Aaliyah. De acordo com Tim Barnett, ex-assistente do compositor Static Major, "Voltamos para Nova York e os fizemos no estúdio Sound King ou em Manhattan. Fizemos logo após o Ano Novo. Parte do problema era Timbaland e Missy nem sequer estariam álbum por causa de problemas com o Blackground. Aaliyah convenceu Tim a produzir para o álbum, então Timbaland fez isso por amor a Babygirl". Uma vez que Aaliyah entrou em contato com Timbaland e pediu-lhe para produzir canções para o álbum, houve dúvidas constantes sobre ele cumprir seu prazo devido ao fato de ser de última hora. De acordo com o produtor Rapture Stewart, Timbaland veio a bordo para o álbum durante a última semana antes de o álbum ser finalizado. Stewart também declarou "Timbaland estava tão ocupado que não foi capaz de fazer suas músicas até a última semana e eles não sabiam se ele iria chegar a tempo para fazer". Devido à incerteza de Timbaland ser capaz de cumprir seu prazo, a música "Loose Rap" foi escolhida como o single principal do álbum. Assim que Timbaland enviou suas canções dentro do prazo, a gravadora de Aaliyah decidiu que "We Need a Resolution" seria o single principal.

## Composição e interpretação lírica
"We Need a Resolution" foi descrita como tendo uma "vibração sedutora do Oriente Médio, enquanto a trilha de apoio desliza junto com uma sensação quase egípcia". De acordo com Natelegé Whaley do Mic, ""We Need a Resolution" abre com amostras de clarinete enquanto Timbaland se esquiva do confronto dizendo repetidamente "Estou cansado de discutir garota". A primeira linha de Aaliyah na música vai direto ao ponto, respondendo em uma maneira fria e direta: "Você dormiu do lado errado? / Estou captando uma vibração ruim"".
Em "We Need a Resolution" "Timbaland combina batidas idiossincráticas, melodias temperamentais e desafinadas e um refrão insistente, parecido com um canto fúnebre para um efeito estranhamente hipnótico".  Além disso, a produção da música tem um arranjo esparso com padrões de bateria stop-start e palmas. Liricamente, a música apresenta de forma madura duas perspectivas em um relacionamento passivo-agressivo. As preocupações sinuosamente cantadas por Aaliyah são rejeitadas de maneira divertida no rap de Timbaland. A música deixa seu refrão sem solução, sendo tocado ao contrário após o rap de Timbaland e concluindo com um loop reverso do vocal "onde você estava na noite passada", que ecoa o sentimento da protagonista feminina.

## Recepção da crítica
Chuck Taylor, da Billboard, deu uma crítica mista à canção, embora elogiasse a entrega vocal de Aaliyah dizendo: "A entrega leve, mas direta de Aaliyah complementa bem a faixa agitada", ele finalmente sentiu que a música geral era Aaliyah clássica e ele expressou que esperava que ela mostraria mais crescimento e variedade, assim como ela está construindo seu currículo de atuação em ascensão". Em uma revisão do álbum homônimo de Aaliyah, Michael Paoletta da Billboard descreveu a canção como sendo "perversamente hipnótica". Damien Scott, da Complex, sentiu que a canção foi uma das mais fortes do álbum auto-intitulado de Aaliyah e que mostra que ela está mais crescida e confiante. Ele também sentiu que a música era uma das melhores performances vocais de Aaliyah e os melhores versos de rap de Timbaland. Chris Heath, do Dotmusic, elogiou a música dizendo "é o que está acontecendo abaixo do refrão e dos versos que torna "We Need a Resolution" uma proposta tão atraente". Ele também sentiu que Aaliyah "produziu outra fatia elegante de R&B experimental".
Alexis Petridis do The Guardian sentiu que, em comparação com outros discos tocados nas rádios Pop, ""We Need a Resolution" soou como um experimento de som desequilibrado, um que por acaso tinha um refrão insistente e cativante anexado". Em uma análise de seu álbum homônimo, Luke McManus da publicação irlandesa RTE, sentiu que "We Need a Resolution" "é um destaque - um conto sincero de estresse doméstico sobre loops para trás, arpejos desordenados e uma rara aparência de Timbaland no microfone". Daryl Easlea da BBC UK sentiu que a música demonstrou seus pontos fortes; De acordo com Easlea afirmou, "A introdutória "We Need a Resolution" - um dueto com Timbaland - demonstra sua força. Ela não era mais uma adolescente e o cenário quase gótico sobre batidas esqueléticas sublinha esta nova maturidade". Connie Johnson do Los Angeles Times sentiu que "We Need a Resolution" junto com "Rock the Boat" eram canções que se destacavam, em comparação com outros materiais da artista. Rich Bellis do The Atlantic elogiou os vocais de Aaliyah na música, descrevendo-a como estranha "que vai de staccato a encantador de serpentes e uma batida que amarelece por todo o lugar".
Retrospectivamente, em Outubro de 2011, NME incluiu a música na 119ª posição de sua lista das '150 Melhores Faixas dos Últimos 15 Anos'. Foi incluída na 30ª posição da lista 'Os Melhores 50 Singles de 2000-2005' da revista Stylus assim como a 21ª posição da lista de singles 'Best of the Aughts' da revista Slant. A canção e o clipe também foram classificados nas 8ª e 6ª posições, respectivamente, na lista de "Melhores Singles e Clipes de 2001" da revista Slant. Dotmusic, que era formalmente uma parte do "Launch" no Yahoo, sentiu que a canção era mais um clássico pedaço de R&B experimental produzido por Aaliyah.

## Desempenho comercial
"We Need a Resolution" entrou na Billboard Hot 100 em 2 de junho de 2001, na 78º posição, a canção alcançou seu pico na 59ª posição, cinco semanas depois em 30 de junho de 2001. Na parada de singles R&B/Hip-Hop, a canção alcançou o top 20 na 15ª posição em 30 de junho de 2001. A canção também alcançou o top 40 nas paradas Tropical Airplay e rítmica nas posições 31 e 38 respectivamente. Nas demais regiões da América do Norte, a canção atingiu o top 40, na 26ª posição no Canadá.
Na Europa, a canção foi um sucesso moderado, alcançando o top 40 em algumas regiões. No Reino Unido, "We Need a Resolution" alcançou o pico na 20ª posição da parada de singles em 21 de julho de 2001. Nas parada dance do Reino Unido, a canção entrou na 14ª colocação em 14 de julho de 2001. Na semana seguinte, em 22 de julho de 2001, alcançou o seu pico na 6ª posição na parada dance. Na parada de R&B do Reino Unido, a canção obteve o pico na 6ª posição em 15 de julho de 2001. De acordo com a Official Charts Company, "We Need a Resolution" é o oitavo single de Aaliyah mais vendido no Reino Unido. Nas demais regiões da Europa, na Bélgica "We Need a Resolution" alcançou a 28ª posição em 29 de setembro de 2001. Nos Países Baixos, a faixa alcançou a 2ª posição na parada Tipparade em 18 de agosto de 2001. Também nos Países Baixos, a canção atingiu a 37ª posição na parada Single Top 100 em 4 de agosto de 2001.

## Clipe

### Antecedentes
O clipe de "We Need a Resolution" foi dirigido por Paul Hunter em Fevereiro de 2001 em Los Angeles. Hunter havia trabalhado anteriormente com Aaliyah em 1996 para os clipes de "Got to Give It Up" e "One in a Million". Após dirigir o clipe de "One in a Million", Hunter queria trabalhar novamente com Aaliyah em outros projetos, mas nunca foi possível devido ao tempo. De acordo com Hunter, "Nós tínhamos uma conexão muito boa para outros projetos e ambos fomos por caminhos diferentes [após gravar "One in a Million"], eu queria trabalhar com ela em alguns projetos depois disso mas ela queria seguir em outra direção". Depois de alguns anos, Aaliyah entrou em contato com Hunter durante as gravações de seu terceiro álbum e expressou que gostaria de trabalhar com ele de novo. Sua meta ao trabalhar novamente com Hunter era recriar a "mágica" que eles criaram com o clipe de "One in a Million". Hunter explicou, "Ela tinha ido em seu caminho, eu tinha ido pelo meu e então, com o passar do tempo, nos víamos frequentemente e enquanto ela estava fazendo o álbum, ela me ligou e disse, 'Ei, eu quero voltar com você para esse projeto, tentar recriar a mágica que fizemos em "One in a Million"."

### Tema
O tema de "We Need a Resolution" era sobre dar uma olhada exclusiva na vida de Aaliyah, o objetivo era criar uma ilusão que apenas algumas pessoas pudessem ver. De acordo com Hunter, "uma das coisas que ela queria fazer, obviamente, queria dançar e era muito boa nisso. Senti a ideia por trás dessa conexão, queríamos uma espiada exclusiva em sua vida, então a ideia havia para criar uma sensação de que cada sala, cada cenário que você está olhando, seja algo que apenas certas pessoas possam ver". Ao explicar o tema dos vídeos, Hunter o comparou a uma celebridade no aeroporto. Hunter explicou: "É quase como se você já tivesse visto uma celebridade no aeroporto, ela está entrando em uma sala de primeira classe ou em um corredor privado, ela meio que passa por você". Em última análise, Hunter queria que o tema do videoclipe tivesse um toque exclusivo em cada sala e cena. Para o vídeo, várias cobras foram usadas e o uso de cobras representou a ideia de perigo. De acordo com Hunter, a ideia de incluir cobras no vídeo foi de Aaliyah; o objetivo era apresentar Aaliyah no controle. Hunter afirmou: "Acho que essa ideia era sobre perigo. Não sei se foi ideia dela ou minha, mas no final das contas era sobre ela estar no controle de algo que era perigoso ou que criaria algum tipo de tensão no história e que no final das contas ela estava no controle dela... Aaliyah sempre quis algo diferente do que estava acontecendo".
Em uma entrevista com a MTV, Aaliyah discutiu sua experiência de trabalhar com cobras para o vídeo, dizendo: "Eu vi bolsas se movendo no canto, e descobri que eram cobras de verdade. Eu estava um pouco nervosa, mas meio que gosto de fazer coisas malucas". Antes de trabalhar com cobras em seu videoclipe, Aaliyah já havia trabalhado com eles para uma sessão de fotos. De acordo com Aaliyah, "Eu lidei com cobras pela primeira vez quando estava na Austrália e fiz a sessão de fotos para o álbum. Usamos cinco pítons na sessão. No início, eu estava um pouco nervosa, mas quando comecei a lidar com elas, me apaixonei totalmente e senti uma afinidade por elas. Elas são criaturas muito misteriosas. Elas vivem na solidão, [e] há momentos na minha vida [quando] eu só quero ficar sozinha. Há momentos em que não posso até me descobrir. Sinto que são criaturas muito complexas, [mas] ao mesmo tempo, são sexy também. É por isso que representam Aaliyah muito bem. São perigosas, mas muito bonitas. Achei que sim ser um animal que pudesse me representar neste álbum, então eu queria levá-la da sessão de fotos ao vídeo e provavelmente ao longo de todo o projeto". Para manter o tema da cobra no vídeo, Aaliyah é mostrada vestindo um  vestido de tubo de réptil com franjas do estilista Gianfranco Ferré, da primavera de 2001, em uma das cenas do vídeo.

### Recepção
O clipe de "We Need a Resolution" estreou no canal BET durante a semana do dia 22 de abril de 2001. Na semana de 29 de abril de 2001, o clipe estreou na MTV. No mês seguinte, durante a semana de 13 de maio de 2001, o clipe foi o décimo vídeo mais tocado na MTV. Durante a semana de 20 de maio de 2001, o clipe foi o quinto vídeo mais tocado no BET. Kathy Landoll, do Noisey Vice, mencionou que Aaliyah "adotou esse motivo sexy, porém espacial, e o vemos ganhar vida em 'We Need a Resolution'". Ela também afirmou: "Da renda transparente à maquiagem gótica e de volta ao batom de um ponto e cachos soltos, "We Need a Resolution" capturou todos os ângulos da existência de Aaliyah na época".

## Tabelas musicais

### Tabelas semanais
| Tabelas musicais (2001)                                     | Melhor posição |
| ----------------------------------------------------------- | -------------- |
| Alemanha (Official German Charts)                           | 66             |
| Austrália (ARIA)                                            | 44             |
| Austrália - Urban (ARIA)                                    | 11             |
| Bélgica (Ultratop 50 Flanders)                              | 47             |
| Bélgica (Ultratop 50 Wallonia)                              | 28             |
| Canadá (Nielsen SoundScan)                                  | 26             |
| Escócia (OCC)                                               | 44             |
| Estados Unidos (Billboard Hot 100)                          | 59             |
| Estados Unidos - Hot R&B/Hip-Hop Songs (Billboard)          | 15             |
| Estados Unidos - Hot R&B/Hip-Hop Singles Sales (Billboard)  | 32             |
| Estados Unidos - Mainstream R&B/Hip-Hop Ariplay (Billboard) | 33             |
| Estados Unidos - Radio Songs (Billboard)                    | 50             |
| Estados Unidos - R&B/Hip-Hop Airplay (Billboard)            | 13             |
| Estados Unidos - US Rhythmic (Billboard)                    | 38             |
| Estados Unidos - Tropical Airplay (Billboard)               | 31             |
| França (SNEP)                                               | 53             |
| Reino Unido - UK Dance (OCC)                                | 10             |
| Reino Unido - UK R&B (OCC)                                  | 6              |
| Reino Unido - UK Singles (OCC)                              | 20             |
| Países Baixos (Dutch Top 40 Tipparade)                      | 2              |
| Países Baixos (Single Top 100)                              | 37             |
| Suécia (Sverigetopplistan)                                  | 46             |
| Suíça (Schweizer Hitparade)                                 | 56             |
| União Europeia (European Hot 100 Singles)                   | 42             |

| Tabelas musicais (2021)                                     | Melhor posição |
| ----------------------------------------------------------- | -------------- |
| Estados Unidos - R&B Digital Song Sales (Billboard)         | 9              |
| Estados Unidos - R&B/Hip-Hop Digital Song Sales (Billboard) | 16             |

### Tabelas de fim de ano
| Tabelas musicais (2001)                            | Melhor posição |
| -------------------------------------------------- | -------------- |
| Estados Unidos - Hot R&B/Hip-Hop Songs (Billboard) | 68             |